# 乙烯雌酚
乙烯雌酚（英語：Stilbestrol，或stilboestrol，也称为4,4'-二羟基二苯乙烯，4,4'-dihydroxystilbene）是一种芪类化合物，是己烯雌酚等非甾体雌激素的结构母核。